# Зачаганск
Зачага́нск (каз. Зашаған, название происходит от "За Чаганом") — посёлок городского типа в Западно-Казахстанской области, находящийся в подчинении у Акимата города Уральска. До 2013 года являлся центром Зачаганского поселкового округа города Уральск, который был упразднён решением маслихата. Этим же решением село Меловые Горки было введено в состав посёлка

## Географическое положение
Посёлок Зачаганск расположен в северной части прикаспийской низменности в 2 км на юго-западе, западе от города Уральска на правом берегу реки Чаган и правом берегу реки Урал. Граничит: на востоке с городом Уральском по реке Чаган, на севере с посёлком Деркул, на западе с посёлком Круглоозёрное и землями Зеленовского района ЗКО, на юге с Теректинским районом ЗКО по реке Урал.
Высота над уровнем моря (32÷34 метра). Самая высокая возвышенность — Свистун-гора, расположенная между пригородными посёлками Зачаганск и Круглозёрное. На территории поселкового округа протекают реки Урал и Чаган, расположены водоёмы рыбпрудхоза, протока Ревунок и озеро Анисимово (Ониссимово). Также территорию пересекают овраги (бывшие русла рек Чаган и Урал) и естественные русла старых балок и поймы рек. Климат — резко континентальный с холодной снежной зимой и жарким летом.
- среднегодовая температура — +5,4 С
- среднегодовая скорость ветра — 3,0 м/с
- среднегодовая влажность воздуха — 69 %.

Растительность характерная, в основном, для степной и лесостепной зоны — тополь, вяз (карагач), клён. По территории Зачаганска проходят основные магистральные автодороги, соединяющие Уральск с Атырауской областью РК и Саратовской областью РФ.

## Население
В 1999 году население посёлка составляло 12 906 человек (6080 мужчин и 6826 женщин). По данным переписи 2009 года, в посёлке проживало 27065 человек (12 902 мужчины и 14 163 женщины). По данным статистики Западно-Казахстанской области на 01.01.2014 г. в посёлке составило 47 200 человек.
На 1 июля 2023 года, население посёлка составило 61 913 человека (30 299 мужчины и 31 614 женщина).

## История
Территория посёлка образована из непосредственно самого посёлка Зачаганск, а также бывших рабочих посёлков Коминтерн, СМП 336, посёлка кирпичного завода, ПМК треста Уральскводстрой и новых микрорайонов Автомобилист, Арман, Кен дала, Коктем, Сары тау, Жаксы аул, Аул учёных, Болашак, Балауса.
Указом Президиума Верховного Совета Казахской ССР от 31 марта 1972 года городскому посёлку Уральского горсовета присвоено наименование Зачаганск.
По территории, на которой возник Зачаганск, начиная с XVIII века, проходили дороги вниз по течению реки Урал в сторону Гурьева. Неподалёку находились земли Свистунской станицы.
Начало истории Зачаганска связано с развитием в начале-середине XX века промышленности Уральска, освоением земель на правом берегу р. Чаган, организацией колхоза и строительством посёлка Комминтерн.
Начиная с середины 1950-х на территории Зачаганска размещаются передвижные механизированные колонны (ПМК) Бурводстроя, а впоследствии треста Уральскводстрой (ПМК-33, 113, 114, 116, 119, 123, ХРСУ, АТП, ОРС, учебный комбинат). Строятся производственные цеха кирпичного завода. Создаётся подразделение треста Нефтегазегеология. В 1954 году открываются цеха ремонтно-строительного дорожного управления. На территории Зачаганска размещается воинская часть.
В те же годы (1965 г.) через реку Чаган появляется железобетонный двойной мост с гидросооружением для пропуска воды, создаётся Чаганское водохранилище. В пойме реки Чаган вдоль протоки Ревунок высаживаются деревья. По дну реки прокладывается дюкер городского коллектора канализации, создаются очистные сооружения на озере Анисимово.
Промышленные предприятия строят жилые дома для своих работников. В 1970—1980-х годах построена основная часть многоэтажных домов посёлка.
В конце 1960-х начинается строительство комплекса зданий Уральского сельскохозяйственного института и студенческого городка, который раньше размещался в самом городе Уральске. Для его строительства создаётся в Оренбурге и пребывает в Зачаганск строительно-монтажный поезд (СМП) № 336. На территории Зачаганска появляется соответствующий рабочий посёлок.
В начале 1980-х годов автоуправление строит АТП-2 на территории Зачаганска.
В 70-80-х годах XX века продолжается благоустройство территории посёлка, строятся школа № 20, детские сады, поликлиника № 3, дом пионеров, кинотеатр «Достык».
В начале 1990-х в связи с экономическим кризисом и распадом многих предприятий промышленное и жилищное строительство приостанавливается. Остаются недостроенными несколько крупных жилых домов. Впоследствии часть из них достроена в начале 2000-х. В 1998 году сдан в эксплуатацию новый железобетонный мост через реку Урал, построенный российским управлением Трансстроймост совместно с местными субподрядными организациями. Первоначальным проектом предусматривалось строительство двух мостовых переходов через реку, каждый для своего направления движения, однако, в связи с общим кризисом 90-х от второго моста пришлось отказаться. Новый мост «разгрузил» старый стальной мост через Урал, приняв основной поток тяжёлого грузового транспорта, а также открыл жителям Зачаганска и всем уральцам дополнительный путь в аэропорт «Ак Жол» и доступ к автодороге в Аксай.
Строительство школы № 30 началось в 1993 году по специально разработанному проекту. Она была призвана стать самой комфортной современной школой города, построенной с учётом пожелания учителей. Но из-за недостатка средств строительство было заморожено на 8 лет. В 2000-х 30-я школа — одна из самых продуманных в архитектурном плане школ области.
Конец 1990-х годов — начало строительства индивидуального жилья на территории посёлка. Появляются первые «коттеджи». Начинают строиться дома микрорайона Автомобилист. По программе «Жильё-2000» в Зачаганске велось строительство жилья для работников автоуправления их же силами. В генплане появляются проекты детальной планировки (ПДП-1 — ПДП-9) на жилые районы за саратовской трассой. В то же время происходит крупная внутренняя миграция населения области, люди из посёлков переселяются ближе к областному центру.
Новейшая история развития Зачаганска связана с широкомасштабным развитием индивидуального жилищного строительства, с появление микрорайонов Арман, Кен дала, Коктем, Сары тау, Жаксы аул, Аул учёных, Болашак. По государственным программам строятся школы, детские сады, детская поликлиника, объекты инфраструктуры. В новый многоквартирный дом переселяют часть жителей из сел Чинаревского НГМ. На средства консорциума Karachaganak Petroleum Operating BV строится детский сад в микрорайоне Болашак.
В 2000-х Зачаганск становится центром поселкового округа. К концу десятилетия количество жителей округа приближается к 30000 человек.
Некоторые улицы посёлка Зачаганск были переименованы. Так улица Волгоградская получила имя Жангир хана, а Нижегородская улица была названа именем Хиуаз Доспановой. Посёлок Коминтерн получил статус микрорайона.
В 2012 году началось строительство Нового Микрорайона в самом центре Зачаганска , где раньше было поле и остатки от ГЗЛП(Государственные Защитные Лесные Полосы). Построили около 50-ти Многоквартирных Домов, 2 школы, 1 поликлинику и также аллею (парк).
В 2019 году началось строительство нового Микрорайона "Акжайык". Должны были построить по сути новый спутник города где были бы все нужные условия для проживания, также должны были построить мост до Парка им. Кировы, но успели построить только Трансформаторы. через год все нужные электро коммуникации для Микрорайона украли мародёры. Микрорайон стоял пустым почти 4 года, официальное заявление Акимат на счёт микрорайона не давал. В начале 2023 года начали строить Многоквартирные дома. В данный момент судьба микрорайона не решена.

## Генплан
В различных генеральных планах Зачаганск рассматривался, как часть города Уральска.
Согласно генплану от 2005 года в Зачаганске планировалась перспективная застройка усадебного типа вдоль автодороги на Саратов, также планировалось создать объездную дорогу, которая соединит атыраускую и саратовскую трассы. Корректировка генплана происходит каждые 5 лет.
Согласно Генеральному плану города Уральска до 2015 года на юго-западе Уральска на территории посёлка Зачаганск планируется дальнейшее развитие жилищного строительства, создание учебных и рекреационных зон.
В советские времена Зачаганск так и не был выделен в отдельный административный район, однако, на некоторых картах города он указан именно, как «Зачаганский район». В 2001 году образован поселковый округ.
В 2013 году Зачаганск снова стал посёлком города Уральска.
Согласно генеральному плану города Уральска на 2015—2030 годы продолжат развиваться территории на юго-западе города в том числе, относящиеся к посёлку Зачаганск.

## Поселковый округ
В 2001 году был образован Зачаганский поселковый округ города Уральска, центром которого стал посёлок Зачаганск. Поселковый округ включает территорию посёлков Зачаганск, Прудхоз и села Меловые горки. В 2010 году территория округа была равна 6163 га, из них 4905 га сельхозугодья.
В связи с изменениями в законе об административно-территориальном устройстве Республики Казахстан в 2013 году Зачаганский поселковый округ города Уральска был упразднён. Населённый пункт получил статус посёлка — посёлок Зачаганск города Уральска.

## Спорт
В сезон 2016/2017 стал домом для клуба по хоккею с мячом Акжайык.

## Промышленность
На территории посёлка расположены крупные промышленные предприятия:
- ТОО «Западно-Казахстанская корпорация строительных материалов»;
- АО «ЭЛМО»;
- АО «Уральскводстрой»;
- ГКП «Жасыл кала»;
- ТОО «Уральскстройинвест»;
- ТОО «СПМК-123»;
- ТОО «Торговый дом „Нафта“»;
- "Добыча и разведка «КазМунайГаз»;
- Уральская птицефабрика;
- кирпичный завод;
- цеха ТОО «Квант».

Некоторые предприятия, находящиеся на территории Зачаганска, зарегистрированы в городе.
В посёлок Зачаганск, а также в населённые пункты округа, ходят автобусы городских маршрутов:
- автобус № 2 (Мясокомбинат — Коктем, Кен-дала)
- автобус № 5 (мкр-н Жулдыз — Медколледж)
- автобус № 6 (Ел Ырысы — мкр-н Балауса)
- автобус № 3 (Меловые горки)
- автобус № 7 (мкр-н Балауса — Селекционный)
- автобус № 22 (посёлок Птицефабрики — Пром.зона "Желаево")
- автобус № 51 (Рынок — Серебряково)

## Образование
На территории посёлка расположены:
- Пять детских садов (Родничок, Алтын Сака, Золотой Ключик, Болашак, Жазира)

Общеобразовательные средние и специализированные школы:
- Средняя общеобразовательная школа № 10 им. А.Байтурсынова
- Средняя общеобразовательная школа № 20
- Средняя общеобразовательная школа № 30 им. Хиуаз Доспановой
- Школа Лицей №38 им. Алии Молдагуловой
- Общеобразовательная школа № 47 им. Кадыр Мырза Али
- Средняя общеобразовательная школа № 50
- Детская школа искусств № 1

Учебный центр «Дана»
Специализированные школы
- санаторная школа-интернат «Шапагат»
- детская деревня

Средне-специальное и высшее образование
- Западно-Казахстанский аграрно-технический университет имени Жангир хана
- Западно-Казахстанский Высший Медицинский колледж
- Аграрный колледж
- Медицинский колледж «Максат»
- филиал Актюбинского колледжа «Болашак».

## Здравоохранение
На территории посёлка действуют:
- городская поликлиника № 6;
- многопрофильная детская больница;
- два центра первичной медико-санитарной помощи;
- один медпункт;
- медицинский колледж;
- аптеки и ветеринарные аптеки;
- ветеринарная клиника.